# Bomarea velascoana
Bomarea velascoana är en alströmeriaväxtart som beskrevs av Julio César Vargas Calderón. Bomarea velascoana ingår i släktet Bomarea och familjen alströmeriaväxter. Inga underarter finns listade i Catalogue of Life.